# حلوة الدنيا سكر (مسلسل)
حلوة الدنيا سكر هو مسلسل مصري يتكون من 40 حلقة في حلقات منفصلة متصلة ويتكون من 9 قصص مختلفة كل قصة عدد حلقاتها 5 حلقات 

## قصة المسلسل
تدور احداثه في اطار اجتماعي كوميدى، ويعتبر مسلسل حلوة الدنيا سكر جديد في قصته واحداثه ويتضمن العديد من الأحداث الشيقة والمثيرة وعدد من المشكلات الاجتماعية والاسرية ولكن يتم تناولها بشكل كوميدى خفيف،
مسلسل مصري من إنتاج عام2021 والمسلسل من تاليف: مجموعة من المؤلفين ومنهم محمد ضياء، وإياد صالح، وأحمد المصري، وهشام إسماعيل، وهند فايد، ومحمد جلال، وإيهاب بليبل، وأيمن الشايب. 

## طاقم العمل
- هنا الزاهد[6]
- محمد الكيلاني
- محمود عبد المغني
- أحمد سلطان
- محمد الشرنوبي
- عمر الشناوي
- أحمد حاتم
- مروة عبد المنعم
- هشام إسماعيل
- إسماعيل فرغلي
- شيماء عباس
- بيومي فؤاد
- محسن صبري
- مهرة مدحت
- مريم صبري
- صبري عبد المنعم
- فرح الزاهد
- مريم سعيد صالح
- زهره الحاروفي
- عزة لبيب
- أحمد السلكاوي
- مريم مدحت
- محمد الكاشف
- ياسين رحمي
- ليلى عز العرب
- جينا سليم
- إيمي الجندي
- بسنت النبراوي
- محمد السعدني
- حنان سليمان
- جيلان علاء
- مروة الأزلي
- ياسر علي ماهر
- طارق الإبياري
- أحمد جمال سعيد
- جيهان الشماشرجي
- إسراء رضا
- سما جاسر
- عزت زين
- محمد أوتاكا
- محمد مكاوي
- محمد أبو داوود
- نورا عبدالرحمن
- لبنى ونس
- محمد شبانة
- يوسف البسيوني
- محمد فتحي
- أسامه طراف
- محمد سند
- أحمد السمطي
- مجدي حنفي
- آية عبد العزيز
- رشا سعودي
- مصطفى سلامة
- حسام الشاعر
- أحمد فهمي
- إسراء رخا
- أمل أبو رجيلة
- عادل شعبان
- وئام مجدي
- محمود كابو
- إيهاب مبروك
- وائل صالح
- بدر صبري
- فهد شلبي
- الحسين الشمندي
- أشرف خاطر
- أحمد خيري
- محمد مليحة
- فريد مراد
- أحمد المصري
- ركي لوجو
- لمياء السعداوي
- ضياء سليمان
- طارق والي
- باسم سمير
- رامي عشوب
- شريف الصعيدي
- سعيد المغربي
- أحمد المهندس
- مايك بترو
- ريتال أحمد
- محمد عصام
- يمان سالم
- محمد أبو الدهب
- باسم وفيق
- أحمد المشطاوي
- جمال عبد الرازق
- صلاح الدالي
- محمد درويش
- زينب مراد
- خالد عبد المجيد

### تأليف
- ضياء محمد، (قصة وسيناريو وحوار الجريمة لا تفيد)
- إياد صالح، (مؤلف قصة قولي لأحمد)
- أحمد بريء، (كلمات التتر)
- هشام إسماعيل، (مؤلف لا سحر ولا شعوذة)
- هند عبد الله، (مؤلفة حكاية لو كنت يوم انساك)
- محمد جلال، (مؤلف 9 خطوات لقلب الرجل)
- إيهاب بليبل، (مؤلف قصة المتخصصة)
- أيمن الشايب. (مؤلف ساندي كراش)

### ديكور
- سامي حميده (منسق مناظر)
- بسنت الهواري 	(مهندس ديكور مساعد أول)
- هاني جمال (منسق مناظر)
- هاني سلطان (منسق مناظر)
- رامي دراج (مهندس ديكور)

### إخراج
- خالد الحلفاوي (مخرج)
- إسلام عباس (مساعد مخرج أول)
- سارة جمال (مخرج منفذ)

### تصوير
- هيثم ناصر (مدير التصوير)
- ماركو ميشيل (كاميرا مان)
- أحمد الكيلاني

### مونتاج
- عمرو عاطف (سكريبت ملابس)
- محمود صلاح حامد (مونتير مساعد))
- كريم سعد (مونتاج)

### إنتاج
- سينرجي للإنتاج الفني (تامر مرسي) (منتج)
- كريم أبو ذكرى (إنتاج)

### صوت
- باسم جمال   (مهندس الصوت)
- هنا الزاهد (غناء التتر)

### موسيقى
- محمد أبو ذكري (ألحان وتوزيع)

### ماكياج
- هيثم دهب (كوافير)

### ملابس
- ياسمين علي (مصممة الأزياء)

### جرافيكس
- رامي علاء الدين (فكرة ورؤية التتر)
- حسام شوقي (اشراف عام)